# Staatscommissie-De Beaufort (1905-1906)
De Staatscommissie-De Beaufort werd op 23 oktober 1905 ingesteld door het Kabinet-De Meester. Haar voornaamste taak was het zoeken van een oplossing van de vraag hoe de kiesrechtuitbreiding moest worden geregeld. Voorzitter was het conservatief-liberale Tweede Kamerlid (en oud-Minister) Willem Hendrik de Beaufort.
De commissie bracht een verdeeld advies uit over het kiesrecht, waarbij de meerderheid voorstelde een blanco artikel in te voeren. Daardoor zou aan de 'gewone' wetgever worden overgelaten wie er kiesrecht kregen en zou daarvoor niet langer herziening van de Grondwet nodig zijn.
Tot uitwerking van haar voorstellen kwam het niet.

## Leden
| naam                                  | functie(s)                      | politieke kleur       | opmerkingen |
| ------------------------------------- | ------------------------------- | --------------------- | ----------- |
| Willem Hendrik de Beaufort            | Tweede Kamerlid en oud-Minister | conservatief-liberaal | voorzitter  |
| Eduard Fokker                         | oud-Tweede Kamerlid             | liberaal              |             |
| J. de Louter                          | hoogleraar                      | liberaal              |             |
| Jacques Oppenheim                     | hoogleraar                      | liberaal              |             |
| Gustave Ruijs de Beerenbrouck         | Commissaris der Koningin        | Rooms-Katholieken     |             |
| Alexander Frederik de Savornin Lohman | Tweede Kamerlid, hoogleraar     | antirevolutionair     |             |
| Jan Jacob Willinge                    | Eerste Kamerlid                 | liberaal              |             |